# NGC 5744
NGC 5744 é uma galáxia espiral (Sab) localizada na direcção da constelação de Libra. Possui uma declinação de -18° 30' 48" e uma ascensão recta de 14 horas, 46 minutos e 38,4 segundos.
A galáxia NGC 5744 foi descoberta em 1886 por Ormond Stone.